# Голые и напуганные
Го́лые и напу́ганные (англ. Naked and Afraid) — американское реалити-шоу, которое выходит на канале Discovery с 2013 года. Премьера пятого сезона состоялась 13 марта 2016 года. Каждый эпизод показывает, смогут ли мужчина и женщина выжить без еды, воды и одежды в различных частях мира 21 день.

## Сюжет
Начало эпизода начинается со встречи незнакомых друг с другом мужчины и женщины. Их снабжают камерой, чтобы они могли снимать происходящее, когда рядом нет съёмочной группы, и вести видеодневник. Каждому участнику даётся право выбрать одну полезную вещь, нож или зажигалку. Съёмочная группа не имеет право вмешиваться в дела участников, кроме случаев, когда это действительно необходимо (скорая медицинская помощь). Перед участием участникам присуждается рейтинг выживаемости, который основывается на наблюдении и оценке мастерства, опыта и умственной силы. Также до и после прохождения испытания участников взвешивают.

## Обзор серий
| Сезоны | Сезоны | Эпизоды | Оригинальная дата показа | Оригинальная дата показа |
| Сезоны | Сезоны | Эпизоды | Премьера сезона          | Финал сезона             |
| ------ | ------ | ------- | ------------------------ | ------------------------ |
|        | 1      | 9       | 23 июня 2013             | 14 декабря 2013          |
|        | 2      | 7       | 16 марта 2014            | 27 апреля 2014           |
|        | 3      | 11      | 22 июня 2014             | 22 сентября 2014         |
|        | 4      | 20      | 19 апреля 2015           | 1 ноября 2015            |
|        | 5      | 15      | 13 марта 2016            | 12 июня 2016             |
|        | 6      | 19      | 5 марта 2017             | 2017                     |

## Список эпизодов

### Сезон 1 (2013)
| № общий | № в сезоне | Название                   | Дата премьеры   | Произв. код | Зрители в США (млн) |
| --- | ---------- | -------------------------- | --------------- | ----------- | ------------------- |
| 1 | 1          | «The Jungle Curse»         | 23 июня 2013    | 104         | 4,15                |
| Шейн Льюис и Ким Шелтон должны выжить 21 день в джунглях Коста-Рики, в месте, где на продюсера шоу напала ядовитая змея.          |            |                            |                 |             |                     |
| 2 | 2          | «Terror in Tanzania»       | 30 июня 2013    | 101         | 1,70                |
| ЭйДжей Снайдер и Келли Найтлиджер отправятся в Танзанию, в регион Серенгети, чтобы приложить все усилии для выживания.            |            |                            |                 |             |                     |
| 3 | 3          | «Island From Hell»         | 7 июля 2013     | 102         | 2,16                |
| Джонатан Клей и Элисон Тил высадились на Мальдивах и должны прожить 21 день, столкнувшись с нестерпимой жарой.                    |            |                            |                 |             |                     |
| 4 | 4          | «Punishment in Panama»     | 14 июля 2013    | 103         | 2,59                |
| Клинт Дживойн и Лора Зерра отправятся на Панамский остров, где обитают ужасные москиты и ядовитые змеи.                           |            |                            |                 |             |                     |
| 5 | 5          | «Breaking Borneo»          | 21 июля 2013    | 105         | 3,27                |
| Пума Кабра и Джули Райт должны выжить 21 день на острове Борнео. Им предстоит пережить болезнь, голод и нападения диких животных. |            |                            |                 |             |                     |
| 6 | 6          | «Beware the Bayou»         | 28 июля 2013    | 106         | 3,61                |
| Билли Бергер и Кайли Фурно выживают 21 день в болотах Луизианы, где обитают ядовитые змеи и кровожадные аллигаторы.               |            |                            |                 |             |                     |
| 7 | 7          | «Bares All»                | 3 августа 2013  | 107         | 1,96                |
| Повторы, дополнительные кадры с кастом первого сезона, включая членов их семей.                                                   |            |                            |                 |             |                     |
| 8 | 8          | «Special: Double Jeopardy» | 8 декабря 2013  | 108         | 2,44                |
| Кэсси, Форрест, Ману и Рассел отправляются на Панамское побережье.                                                                |            |                            |                 |             |                     |
| 9 | 9          | «Bares All»                | 14 декабря 2013 | 109         | 1,15                |
| Повторы, дополнительные кадры с участниками 8 эпизода, включая членов их семей.                                                   |            |                            |                 |             |                     |

### Сезон 2 (2014)
| № общий | № в сезоне | Название                                   | Дата премьеры  | Произв. код | Зрители в США (млн) |
| --- | ---------- | ------------------------------------------ | -------------- | ----------- | ------------------- |
| 10 | 1          | «Man Vs. Amazon»                           | 16 марта 2014  | 201         | 2,85                |
| Аманда «ЭйКей» Кайе и Тайлер Стинли не смогли выжить в тропических лесах Амазонки. На замену им прибывают участники первого сезона ЭйДжей Снайдер и Лора Зерра, чтобы закончить их 21-дневное прохождение. |            |                                            |                |             |                     |
| 11 | 2          | «Damned in Africa»                         | 23 марта 204   | 202         | 2,04                |
| Джефф Зауш и Ева Руперт проверяют свои навыки выживания в суровой пустыне Мадагаскара, Изало. Во время приготовления мяса змеи в их лагере происходит пожар...                                             |            |                                            |                |             |                     |
| 12 | 3          | «Paradise Lost»                            | 30 марта 2014  | 203         | 2,08                |
| Джонатан Клей и Элисон Тил высадились на Мальдивах и должны прожить 21 день, столкнувшись в нестерпимой жарой.                                                                                             |            |                                            |                |             |                     |
| 13 | 4          | «Mayan Misery»                             | 6 апреля 2014  | 204         | 1,74                |
| Шеннон Томас и Леонард «Касс» Кэссиди отправляются в джунгли Белиза. |            |                                            |                |             |                     |
| 14 | 5          | «The Pain Forest»                          | 13 апреля 2014 | 205         | 2,30                |
| Пожарный Фернандо Кальдерон и мать-одиночка Саманта Пирсон отправляются в тропические леса Малайзии. |            |                                            |                |             |                     |
| 15 | 6          | «Meltdown in Bolivia»                      | 20 апреля 2014 | 206         | 2,39                |
| Винсент Пинто и Сабрина Мергенталер сталкиваются с внезапным наводнением и тепловым ударом в джунглях Боливии. Винсент страдал от сильных болей в животе на 16-й день, а Сабрина - на 20-й.                |            |                                            |                |             |                     |
| 16 | 7          | «Bares All: Starvation, Snakes and Strife» | 27 апреля 2014 | 207         | 1,59                |
| Повторы, дополнительные кадры с кастом второго сезона, включая членов их семей. |            |                                            |                |             |                     |

### Сезон 3 (2014)
| № общий | № в сезоне | Название                                     | Дата премьеры    | Произв. код | Зрители в США (млн) |
| --- | ---------- | -------------------------------------------- | ---------------- | ----------- | ------------------- |
| 17 | 1          | «New Season Exposed»                         | 22 июня 2014     | 301         | 1,18                |
| Предварительный просмотр нового сезона Голые и напуганные. |            |                                              |                  |             |                     |
| 18 | 2          | «Primal Fear»                                | 29 июня 2014     | 302         | 2,36                |
| Линдси Лителт и Люк Маклафлин отправляются в суровую Намибию. |            |                                              |                  |             |                     |
| 19 | 3          | «Blood in the Water»                         | 6 июля 2014      | 303         | 2,12                |
| Дэни Джулиан и Джастин Буллард сталкиваются с голоданием и крошечными хищниками на Багамских островах. |            |                                              |                  |             |                     |
| 20 | 4          | «Hearts of Darkness»                         | 13 июля 2014     | 304         | 2,32                |
| Кэрри Буз и Том Тоу отправляются в Камбоджи, где встречаются с сильной жарой и крокодилами. |            |                                              |                  |             |                     |
| 21 | 5          | «Jungle Love»                                | 20 июля 2014     | 305         | 2,11                |
| Жаклин Маккэффри и Адам Янг попытаются выжить в Никарагуа, где столкнутся с обезвоживанием и холодом. |            |                                              |                  |             |                     |
| 22 | 6          | «Argentina Impossible»                       | 27 июля 2014     | 306         | 2,11                |
| В борьбе за выживание примут участие тренер Том Макэлрой и педиатр Лиза Корэй, отправившись в Аргентину, где будут бороться со штормами и обезвоживанием.                                                                                                   |            |                                              |                  |             |                     |
| 23 | 7          | «Playing With Fire»                          | 3 августа 2014   | 307         | 2,43                |
| Коррина Колин и Крис Фишер отправляются на пустынный пляж в Доминике. Коррина покидает шоу на 13-й день, в то время, как Крис остаётся до конца. |            |                                              |                  |             |                     |
| 24 | 8          | «Himalayan Hell»                             | 17 августа 2014  | 308         | 2,15                |
| Хаким Излер и Федра Бразерс решаются на экстремальный шаг — отправиться в Гималайи, для борьбы с холодом и высотой. Федра страдает от пищевого отравления с первого дня. У неё также развивается инфекция в почках и появляются проблемы с мочевым пузырём. |            |                                              |                  |             |                     |
| 25 | 9          | «Nicaragua Nightmare»                        | 7 сентября 2014  | 309         | 1,87                |
| Джошуа Белл и Аманда Ли сталкиваются с жаркими и болотистыми джунглями Никарагуа, вооружившись лишь мачете и рулоном клейкой ленты. Джошуа уходит на 5-й день, в то время как Аманда остаётся до конца.                                                     |            |                                              |                  |             |                     |
| 26 | 10         | «Botswana Breakdown»                         | 14 сентября 2014 | 310         | 1,83                |
| Эшли Бернс и Майкл Джефферсон попытаются выжить в ослепительно тёплой Ботсване. Эшли была экстренно госпитализирована на 3-й день из-за головокружения, а Майкл ушёл на 12-й день, в связи с болезнью почки.                                                |            |                                              |                  |             |                     |
| 27 | 11         | «Dunes of Despair»                           | 21 сентября 2014 | 311         | 2,27                |
| Хонора Боуэн и Мэтт Струтзел страдают от голода и обезвоживания в Бразилии. После того, как Хонора уходит из шоу из-за теплого удара, Мэтт проходит всё испытание в одиночку.                                                                               |            |                                              |                  |             |                     |
| 28 | 12         | «Special: Bares All: Blood, Sweat and Fears» | 28 сентября 2014 | 312         | TBA                 |
| Повторы, дополнительные кадры с участниками 3 сезона, включая членов их семей. |            |                                              |                  |             |                     |
| 29 | 13         | «Special: Snaketacular Clip Show»            | 5 октября 2014   | 313         | TBA                 |
| Повторы, дополнительные кадры с участниками 1, 2 и 3 сезонов, включая членов их семей. |            |                                              |                  |             |                     |
| 30 | 14         | «Special: Naked and Awkward»                 | 12 октября 2014  | 314         | TBA                 |
| Повторы, дополнительные кадры с участниками 1, 2 и 3 сезонов, включая членов их семей. |            |                                              |                  |             |                     |

### Сезон 4 (2015)
| № общий | № в сезоне | Название                                | Дата премьеры   | Произв. код | Зрители в США (млн) |
| --- | ---------- | --------------------------------------- | --------------- | ----------- | ------------------- |
| 31 | 1          | «Alligator Alley»                       | 19 апреля 2015  | 401         | 2,70                |
| Эмбер Хагроув и морской пехотинец Райан Холт столкнутся с аллигаторами, змеями и комарами во Флориде, Эверглейдс |            |                                         |                 |             |                     |
| 32 | 2          | «Rumble in the Jungle»                  | 26 апреля 2015  | 402         | 2,42                |
| Кристина Маккуин и Стив Хансен пробудут в Кинтана-Роо, Мексика 21 день, где им предстоит пережить несколько бессонных ночей. |            |                                         |                 |             |                     |
| 33 | 3          | «Mayan Sacrifice»                       | 3 мая 2015      | 403         | 2,55                |
| Люк Пайтлик из Южной Калифорнии и инструктор по выживанию Алисса Бальестеро должны пережить обезвоживание, голод и нападения кайманов на полуострове Юкатан.                                                                                     |            |                                         |                 |             |                     |
| 34 | 4          | «Edge of Madness»                       | 10 мая 2015     | 404         | 2,31                |
| Эффтен Дишазер и Зак Бак отправятся на Гайану, где столкнутся с невыносимой жарой и не простым путём через саванну. |            |                                         |                 |             |                     |
| 35 | 5          | «Fire on the Mountain»                  | 17 мая 2015     | 405         | -                   |
| Опытный выживальщик Трент Харпер и новичок Дженнифер Кокран проверят свои навыки в Гималаях. |            |                                         |                 |             |                     |
| 36 | 6          | «Lord of the Rats»                      | 31 мая 2015     | 406         | 2,44                |
| Одиночка Даррин Рэй и мама-трудоголик Анжела Меллингер должны выжить в Таиланде, на острове Ко Мук, где обитают крысы и обезьяны. |            |                                         |                 |             |                     |
| 37 | 7          | «Colombian Conflict»                    | 7 июня 2015     | 407         | 2,29                |
| Чарли Фраттини вместе с бывшим морским пехотинцем и природолюбивой вегетарианкой Даниэллой Бочемин должны выжить в колумбийским джунглях. |            |                                         |                 |             |                     |
| 38 | 8          | «Bares All: Survival in Close Quarters» | 14 июня 2015    | 408         | -                   |
| Видеоматериал о выживальщиках, где показаны хорошие, плохие, неудачные и странные моменты из различных приключений. |            |                                         |                 |             |                     |
| 39 | 9          | «Garden of Evil»                        | 21 мая 2016     | 409         | 1,92                |
| Ветеран военно-морского флота Брэндон Дикс и Робин Барбер должны выжить на острове Мексики, где столкнутся с пантерой и ядовитыми деревьями. |            |                                         |                 |             |                     |
| 40 | 10         | «Redemption Road»                       | 28 июня 2015    | 410         | 2,35                |
| Аманда «ЭйКей» Кайе (из 2 сезона) и Джейсон Сабо попытаются выжить в джунглях Гайаны. |            |                                         |                 |             |                     |
| 41 | 11         | «Surthrive»                             | 19 июля 2015    | 411         | -                   |
| Мать троих детей Дебби Харрис и «Зелёный берет» Бо Стюарт попытаются выжить в тропических лесах Гайаны, Сурама. Они строят укрытие, охотятся на кайманов, ловят рыбу и обустраивают жилище, демонстрируя лучшую совместную работу в истории шоу. |            |                                         |                 |             |                     |
| 42 | 12         | «Special: Easier Said than Done»        | 26 июля 2015    | 412         | -                   |
| Кристин Янг и Паоло Ди Джироламо, победители конкурса «Голые и напуганные» #ShowUsWhatYouGot, разденутся и попытаются выжить в джунглях Никарагуа в течение 14 дней.                                                                             |            |                                         |                 |             |                     |
| 43 | 13         | «Special: Bares All: On The Edge»       | 2 августа 2015  | 413         | -                   |
| 44 | 14         | «Forsaken»                              | 4 октября 2015  | 501         | -                   |
| Гари Андерхилл и Ким Келли отправятся в Панаму, на остров Сан Хосе. |            |                                         |                 |             |                     |
| 45 | 15         | «Fear The Unknown»                      | 11 октября 2015 | 502         | -                   |
| Трент Нильсен и Энни Фоли отправятся в таинственные джунгли Белиза, где у обоих проснётся страх темноты. |            |                                         |                 |             |                     |
| 46 | 16         | «The Darkest Hour»                      | 18 октября 2015 | 503         | -                   |
| Альпинист Джо Брандл и бывший полицейский Андреа Лопес попытаются выжить в Намибии, где обитают опасные хищники, но самые большие проблемы вызовут их внутренние демоны.                                                                         |            |                                         |                 |             |                     |
| 47 | 17         | «The Swarm»                             | 17 августа 2014 | 504         | -                   |
| Тара Скабелла и Дастин Хоббс должны выжить в джунглях Панамы, где главной проблемой для них окажутся насекомые - переносчики болезней. |            |                                         |                 |             |                     |
| 48 | 18         | «All or Nothing»                        | 1 ноября 2015   | 505         | -                   |
| Охотник Джереми Макка и сёрфингистка Кэссиди Флинн должны выжить в Филиппинах. |            |                                         |                 |             |                     |

### Сезон 5 (2016)
| № общий | № в сезоне | Название                                  | Дата премьеры  | Произв. код | Зрители в США (млн) |
| --- | ---------- | ----------------------------------------- | -------------- | ----------- | ------------------- |
| 49 | 1          | «Special: Into The Wild»                  | 6 марта 2016   | 601         | 1,26                |
| Двадцать пар ведут борьбу на четырёх континентах. |            |                                           |                |             |                     |
| 50 | 2          | «King of the Forest»                      | 13 марта 2016  | 602         | 2,28                |
| Мормонка Челси Майер объединяется со спортсменом и художником Стивеном Ли Холлом мл. для выживания в глуши штата Алабама, США.                                                                    |            |                                           |                |             |                     |
| 51 | 3          | «Frozen In Fear»                          | 20 марта 2016  | 603         | 2,21                |
| Кэсси Тернер и Грег Уэллс столкнутся с холодными дождями, медведем и лосем в Канаде. |            |                                           |                |             |                     |
| 52 | 4          | «Rise Above»                              | 27 марта 2016  | 604         | 2,11                |
| Тренер лошадей Джейк Нодар и Джейми Литтл учатся выживать в джунглях, находясь в тропических лесах Амазонки в Бразилии.                                                                           |            |                                           |                |             |                     |
| 53 | 5          | «From the Ashes»                          | 3 апреля 2016  | 605         | 2,04                |
| Студентка Стэйси Осорио и инструктор по выживанию Ли Трю отправляются на Копачки Рит на северо-востоке Хорватии, но происходит несчастный случай...                                               |            |                                           |                |             |                     |
| 54 | 6          | «All Falls Down»                          | 10 апреля 2016 | 606         | 2,40                |
| Спортсменка Кейси Кливленд и Аарон Филлипс попытаются выжить в джунглях Белиза, сталкиваясь с ягуарами, змеями и жестокой погодой.                                                                |            |                                           |                |             |                     |
| 55 | 7          | «Contamination»                           | 17 апреля 2016 | 607         | 2,13                |
| Мать в декретном отпуске Корин Кофи и Мэтт Александр, водитель грузовика, попытаются выжить в филиппинском лесу после тайфуна.                                                                    |            |                                           |                |             |                     |
| 56 | 8          | «Hell or High Water»                      | 24 апреля 2016 | 608         | 2,23                |
| Мэтт Райт и Линдси Буаклер борются с болезнями и проливными дождями в долине реки Сай Рунг в Таиланде.                                                                                            |            |                                           |                |             |                     |
| 57 | 9          | «The Danger Within»                       | 1 мая 2016     | 609         | 2,25                |
| Тауни Линн и Хулио Кастано отправляются во Флориду, где сталкиваются с крокодилами и медведями.                                                                                                   |            |                                           |                |             |                     |
| 58 | 10         | «Special: Bares All: Never Give Up»       | 8 мая 2016     | 610         | -                   |
| Повторы, дополнительные кадры с участниками 6 сезона, включая членов их семей. |            |                                           |                |             |                     |
| 59 | 11         | «Melt Down Under»                         | 15 мая 2016    | 611         | 2,19                |
| Гид Никлас Лаутаковски и ветеран военно-воздушных сил Лаура Томпсон-Нельсон отправляются в малонаселённую местность в Австралии, где сталкиваются с ураганами, низкой температурой и бессонницей. |            |                                           |                |             |                     |
| 60 | 12         | «Bad Blood»                               | 22 мая 2016    | 612         | 2,10                |
| Энджел Родригес и Николь Терри отправляются в Никарагуа. |            |                                           |                |             |                     |
| 61 | 13         | «Strength in Pain»                        | 29 мая 2016    | 613         | 1,90                |
| Агент по недвижимости Бри Уокер и инструктор по выживанию Кларенс Джилмер II попытаются выжить в тропическом лесу Гондураса.                                                                      |            |                                           |                |             |                     |
| 62 | 14         | «23 Days»                                 | 5 июня 2016    | 614         | 2,17                |
| Дон Нгуен и Холли Симмонс попытаются выжить на Полосе Каприви, Намибия. Холли покидает шоу на 2-й день из-за болезни. На замену ей приходит Эмбер Харгроув (из 4-го сезона).                      |            |                                           |                |             |                     |
| 63 | 15         | «Special: Bares All: Battered and Broken» | 12 июня 2016   | 615         | -                   |
| Повторы, дополнительные кадры с участниками 6 сезона, включая членов их семей. |            |                                           |                |             |                     |

### Сезон 6 (2017)
В феврале 2017 года было объявлено, что Эли Спагнола появится в одном из эпизодов, но в дальнейшем из-за медицинских проблем ей пришлось отказаться. Она была заменена на Анастасию Эшли, сёрфингистку и модель из Америки. Кинорежиссёр и видеоблогер Кори Уильямс объявил, что будет участвовать в 7 сезоне шоу.
| № общий | № в сезоне | Название                           | Дата премьеры  | Произв. код | Зрители в США (млн) |
| --- | ---------- | ---------------------------------- | -------------- | ----------- | ------------------- |
| 64 | 1          | «Eye of the Storm»                 | 5 марта 2017   | 701         | 1,96                |
| Двое выживальщиков, владелица оружейного магазина Лейси Джонс и бывший командир тактической группы Джейсон Гэссуэй, прибывают на юг Белиза. Продюсеры выясняют, что приближается огромный ураган. Проведя ночь в бункере, они начинают 21-дневное прохождение на полностью опустошенном острове.                                      |            |                                    |                |             |                     |
| 65 | 2          | «Washed Out»                       | 12 марта 2017  | 702         | 1,80                |
| Уэс Адамс, спортсмен-экстремал и бармен Джоанна Хорнинг отправляются в эквадорский тропический лес, где ежедневно льёт дождь. |            |                                    |                |             |                     |
| 66 | 3          | «Hangry»                           | 19 марта 2017  | 703         | 1,77                |
| Бывшие морской котик Тимоти Лэр и каменщик Шеннон Кулпа столкнутся с армией жалящих красных муравьев и кипящими грязевыми вулканами на карибском острове Тринидада. |            |                                    |                |             |                     |
| 67 | 4          | «Special: Bares All: Naked Nights» | 26 марта 2017  | 704         | 1,36                |
| Выживание в пустыне в течение 21 дня, без одежды, продуктов питания и воды является окончательным тестом на выживание. |            |                                    |                |             |                     |
| 68 | 5          | «Ashes to Ashes»                   | 2 апреля 2017  | 705         | 1,77                |
| Инструктор по выживанию Чад Киль и отставник вооруженных сил Дон Дассолт отправляются на остров Монтсеррат, который опустошил вулкан. С совершенно разными стилями выживания они находят способ работать вместе, но из-за несчастного случая их отношения оказываются под угрозой.                                                    |            |                                    |                |             |                     |
| 69 | 6          | «Special: The Lost World»          | 9 апреля 2017  | 706         | 1,92                |
| Два фаната шоу были выбраны для специального выпуска, с задачей выжить 14 дней. Мать-одиночка Габриэль Балассон и оптимист-новичок Джонатан Шорт отправляются на Дикий берег в Южной Африке. |            |                                    |                |             |                     |
| 70 | 7          | «The Monster»                      | 16 апреля 2017 | 707         | 1,99                |
| Буддист Мария Корралес и рыбак Дэн Гарднер проверят свои навыки выживания в неумолимой австралийской глубинке, где суровые условия, скудность источников питания и морские крокодилы угрожают их жизни. |            |                                    |                |             |                     |
| 71 | 8          | «Unhinged»                         | 23 апреля 2017 | 708         | 1,80                |
| Джефф Уилсон, бывший морской котик и Мелисса Лееллен, весёлая южанка, попытаются выжить три недели в панамских джунглях. Постоянные ливни, лихорадка, угроза встречи с хищниками, недостаток сна и длительное голодания вскоре сказываются на одном из них.                                                                           |            |                                    |                |             |                     |
| 72 | 9          | «Curse of the Swamp: part 1»       | 30 апреля 2017 | 709         | 2,19                |
| Джереми Маккаа (участник 5 сезона) получает второй шанс на прохождение испытания в болотах Луизианы. К нему присоединяется Мишель, ветеран ВВС. Проблема в отношениях рано или поздно сказывается на Мишель, и она покидает испытание. Её заменяет Мелани Раушер.                                                                     |            |                                    |                |             |                     |
| 73 | 10         | «Curse of the Swamp: part 2»       | 7 мая 2017     | 710         | 2,14                |
| Джереми и Мелани продолжают своё прохождение в болотах Луизианы. Они терпят постоянные угрозы со стороны хищников, и отчаянно пытается обеспечить себя пищей. |            |                                    |                |             |                     |
| 74 | 11         | «Arachnid Overload»                | 14 мая 2017    | 711         | 1,93                |
| Дэвид и Кайла отправляются в джунгли Колумбии. Их примитивные навыки выживания впечатляют, но смертельно опасные пауки и оводы испытывают их мужество и стойкость. |            |                                    |                |             |                     |
| 75 | 12         | «Worlds Collide Part 1»            | 21 мая 2017    | 712         | 1,99                |
| Бывший военный Ченс Дэвис и Мелисса Миллер отправляются в джунгли Амазонки. Влажность, сильные штормы, кайманы и пираньи — это лишь некоторые из угроз, с которыми они сталкиваются. Когда они добираются до 20-го дня, им предлагают сделать выбор: закончить своё прохождение или присоединиться к команде «Голые и напуганные XL». |            |                                    |                |             |                     |

### Сезон 7 (2017)
| № общий | № в сезоне | Название        | Дата премьеры  | Произв. код | Зрители в США (млн) |
| --- | ---------- | --------------- | -------------- | ----------- | ------------------- |
| 76 | 1          | «Lost At Sea»   | 30 июля 2017   | 801         | 1,48                |
| Бен, бывший член SEAL и Сара, дайвмастер, попытаются выжить в районе Багамских островов — Эксума. |            |                 |                |             |                     |
| 77 | 2          | «Texan Torture» | 2 августа 2017 | 802         | 1,43                |
| Серфер с Гавайских островов и бывший военный отправились в сельскую местность Техаса, где они будут окружены броненосцами, снежными баранами и дикими кабанами; они сталкиваются с голодом и наводнением. |            |                 |                |             |                     |
| 78 | 3          | «The Hunted»    | 19 марта 2017  | 803         | TBD                 |
| Мать четверых детей и деревенский парень попадают в джунгли Белиза, где обитают ягуары. |            |                 |                |             |                     |

## Производство

### Локация
| Континент        | Место нахождения (номер сезона) |
| ---------------- | --- |
| Африка           | Ботсвана (3), Мадагаскар (2), Намибия (3, 4, 5), Танзания (1)                                                                                                  |
| Азия             | Камбоджа (3), Индия (3, 4), Малайзия (1, 2), Мальдивы (1), Филиппины (4, 5), Таиланд (4, 5)                                                                    |
| Европа           | Хорватия (5) |
| Северная Америка | Багамские острова (3), Белиз (2, 4, 5), Канада (5), Коста-Рика (1), Доминика (3), Гондурас (5), Мексика (4), Никарагуа (3, 4, 5), Панама (1, 4), США (1, 4, 5) |
| Южная Америка    | Аргентина (3), Боливия (2), Бразилия (3, 5), Гайана (4), Перу (2), Колумбия (4)                                                                                |
| Океания          | Австралия (5), Фиджи (2) |

## Кастинг
31 июля 2013 года Discovery Channel разместил на сайте Twitter запись о поиске людей, «готовых пережить 21-дневный вызов».

## Naked After Dark
После успеха реалити-шоу Discovery Channel запустил Naked After Dark, который выходит после каждого нового эпизода «Голые и напуганные». Там демонстрируются видео со съёмок, не показывавшиеся никогда ранее эпизоды и т.д.

## Критика
Мелисса Камачо из «Common Sense Media» и Дэвид Хинкли из «New York Daily News» дали шоу 3 из 5 звёзд.
В 2015 году The Guardian назвал «Голые и напуганные» «лучшим реалити-шоу на телевидении».